# 張錫命
張錫命（？—？），號月沙，四川潼川州人，民籍，明末政治人物。

## 生平
萬曆四十年（1612年）壬子科四川鄉試第七名舉人，四十四年（1616年）中式丙辰科錢士升榜三甲二百十七名進士。工部觀政，四十五年授溧水知縣，天啓元年應天同考，二年行取考选，授官南京山西道監察御史，四年巡视京营，五年管上江，管鳳陽倉，崇祯元年丁憂。三年十月除補陕西道御史，巡视两淮盐政。四年丁憂去，遗课二十一万，為继任御史史𡎊侵吞。

## 家族
曾祖张肃，奉直大夫。祖父张正道，浙江佥事。父张世隆，廪生。
其女张氏，遂宁孝廉黄缵妻，张献忠破城時被執，骂不绝口而死。